# Caliprobola
Caliprobola es un género de moscas de la familia Syrphidae, tribu Milesiini.

## Especies
- C. aurea Sack, 1910[6]
- C. speciosa (Rossi, 1790)